# Emanuele Guidi
Emanuele Guidi (* 16. September 1969) ist ein ehemaliger san-marinesischer Bogenschütze.

## Karriere
Emanuele Guidi begann 2006 mit dem Bogenschießen. Er nahm an den Weltmeisterschaften 2009 und 2011 teil. Bei den Olympischen Spielen 2012 in London belegte er im Einzelwettkampf den 64. Platz in der Platzierungsrunde. In seinem Erstrundenduell schied er gegen den an Nummer 1 gesetzten Südkoreaner Im Dong-hyun aus. Es folgten Teilnahmen an den Mittelmeerspielen 2013, Europaspielen 2015 sowie an den Europameisterschaften 2016 und 2018.
Seit 2023 ist Guidi Trainer der san-marinesischen Nationalmannschaft.